# Богачево (Смоленская область)
Богачево — деревня в Шумячском районе Смоленской области России. Входит в состав Озёрного сельского поселения. Население — 2 жителя (2007 год).
Расположена в юго-западной части области в 6 км к юго-востоку от Шумячей, в 1,5 км южнее автодороги А101 Москва — Варшава («Старая Польская» или «Варшавка»). В 3 км юго-восточнее деревни расположена железнодорожная станция Криволес на линии Рославль — Кричев.

## История
В годы Великой Отечественной войны деревня была оккупирована гитлеровскими войсками в августе 1941 года, освобождена в сентябре 1943 года.